# 詹金斯堡 (喬治亞州)
詹金斯堡（英語：Jenkinsburg）是一個位於美國喬治亞州巴茨縣的城市。

## 地理
詹金斯堡的座標為33°19′30″N 84°02′06″W / 33.32500°N 84.03500°W，而該地的平均海拔高度為233米（即764英尺）。

## 人口
根據2010年美國人口普查的數據，詹金斯堡的面積為3.38平方千米，當中陸地面積為3.37平方千米，而水域面積為0.01平方千米。當地共有人口370人，而人口密度為每平方千米109人。